# Tom Bateman
Tom Bateman   (Oxford, 15 de març de 1989) és un actor anglès. És conegut pels seus papers a la sèrie de televisió Da Vinci's Demons (2013–2015), i a la pel·lícula Murder on the Orient Express (2017).

## Biografia
Bateman va néixer a Oxford, Oxfordshire en una família de classe treballadora. Té dotze germans, àdhuc un germà bessó, anomenat Merlin.
Bateman va estudiar actuació a la London Academy of Music and Dramatic Art (LAMDA), on va aparèixer a la producció Molt soroll per no res amb Catherine Tate i David Tennant. Després es va unir a la companyia de Kenneth Branagh al Garrick Theatre, on va actuar amb Judi Dench a Conte d'hivern.
Bateman va aparèixer a la sèrie de televisió de 2013 The Tunnel i també va fer de Giuliano de' Medici a la sèrie Da Vinci's Demons.
Va fer de William Shakespeare a la producció londinenca original de Shakespeare in Love el 2014. L'any següent va tenir el paper protagonista a la sèrie de televisió britànica de 10 episodis Jekyll and Hyde. El 2017 va debutar a Hollywood amb la pel·lícula de comèdia Snatched i com a Bouc a la pel·lícula de misteri Murder on the Orient Express.
El 2018 va sortir a la dramatització d'ITV de Vanity Fair. L'any següent va interpretar l'antagonista a Cold Pursuit (2019).
L'agost de 2018 es va anunciar que seria el protagonista a Beecham House, que es va estrenar el 2019. L'agost d'aquell mateix any es va fer públic que seria David a la minisèrie de thriller psicològic de Netflix Behind Her Eyes.

## Vida personal
De 2017 ençà, Bateman ha estat en una relació amb l'actriu Daisy Ridley, a qui va conèixer durant el rodatge de Murder on the Orient Express.

## Filmografia

### Pel·lícules
| Any  | Títol                                   | Paper                   | Notes         |
| ---- | --------------------------------------- | ----------------------- | ------------- |
| 2011 | Much Ado About Nothing                  | Claudio                 |               |
| 2015 | Creditors                               | Michael Redmane         |               |
| 2015 | Branagh Theatre Live: The Winter's Tale | Florizel                |               |
| 2016 | Exposure                                | Charlie                 | Curtmetratges |
| 2017 | B&B                                     | Marc                    |               |
| 2017 | Snatched                                | James                   |               |
| 2017 | Murder on the Orient Express            | Bouc                    |               |
| 2017 | Hi-Lo Joe                               | Tony                    |               |
| 2019 | Cold Pursuit                            | Trevor "Viking" Calcote |               |
| 2022 | Death on the Nile                       | Bouc                    |               |
| 2022 | Tretze vides                            | Chris Jewell            |               |

### Televisió
| Any  | Títol             | Paper                    | Notes                          |
| ---- | ----------------- | ------------------------ | ------------------------------ |
| 2013 | The Tunnel        | Danny Hillier            | 7 episodis (temporada 1)       |
| 2013 | Da Vinci's Demons | Giuliano de' Medici      | 10 episodis (temporades 1 i 2) |
| 2015 | Jekyll and Hyde   | Dr. Robert Jekyll / Hyde | 10 episodis                    |
| 2016 | Cold Feet         | Justin Parker            | 2 episodis (temporada 6)       |
| 2018 | Vanity Fair       | Rawdon Crawley           | 6 episodis (minisèrie)         |
| 2018 | Into the Dark     | Wilkes                   | Episodi: "The Body"            |
| 2019 | Beecham House     | John Beecham             | 6 episodis (minisèrie)         |
| 2021 | Behind Her Eyes   | David                    | 6 episodis (minisèrie)         |